# 亘理重宗
亘理 重宗（わたり しげむね）は、戦国時代から江戸時代前期にかけての武将。伊達氏の重臣・亘理氏18代当主。陸奥国亘理郡亘理城主。のち遠田郡涌谷城主。官位は従五位下・美濃守。

## 生涯
天文21年（1552年）、亘理氏17代当主・亘理元宗の嫡男として誕生。
永禄9年（1566年）、伯父・伊達晴宗を烏帽子親として元服し、遅くとも元亀年間までには相馬盛胤の娘を正室に迎えている。家督を相続した正確な時期は不明だが、元宗は亘理城を重宗に譲って山西の金津郷に移っていたことが書上に記されており、遅くとも涌谷に移る以前であったということは判明している。
天正6年（1578年）、伊達輝宗が御館の乱に介入して越後に出兵すると、父・元宗が対相馬戦の指揮を一任された。以後、伊具郡をめぐって相馬義胤と交戦し、天正11年（1583年）5月の丸森城攻めでは、明護山に砦を築いて相馬勢を分断した。また、天正13年11月（1586年1月）の人取橋の戦いにも父と共に従軍した。天正17年（1589年）5月、相馬領の駒ヶ嶺城を攻略する。この時獲得した宇多郡北部（現：新地町）は幕末に至るまで仙台藩の所領となった。同年9月には反攻を仕掛けてきた相馬勢を亘理郡吉田浜で破り、天正18年（1590年）5月18日の童生淵の戦いでは、相馬隆胤を討ち取った。
天正19年（1591年）、葛西大崎一揆鎮圧に従軍した際には、佐沼城攻めで父と共に先陣の指揮を取り、左股を負傷している。一揆鎮圧後、伊達政宗は豊臣秀吉より岩出山城への転封を命じられる。この時、亘理郡は引き続き伊達氏の所領として残されたが、政宗は亘理氏に遠田郡への領地替えを命じた（知行高8850石）。当初重宗は百々城に入ったが、同年冬には涌谷城へと居城を移している。慶長5年（1600年）の関ヶ原の戦いの際には江戸に在って人質となっていたため、嫡男・定宗が代わりに出陣し、上杉景勝領の白石城を攻略して徳川家康から功を賞された。
慶長9年（1604年）10月、隠居して定宗に家督を譲り、政宗から隠居領として栗原郡高清水城1000石を与えられる。慶長11年（1606年）に政宗の庶子・宗根に末娘を嫁がせて婿養子とし、隠居領と併せて亘理氏の名跡を継がせることになった（のちの佐沼亘理氏）。このため、既に亘理氏の家督を相続して涌谷城主となっていた定宗には、代わりに伊達姓を名乗ることが許された（涌谷伊達氏）。
元和6年（1620年）1月25日死去。享年69。

## 系譜
- 父：亘理元宗（1530-1594）
- 母：月光院 - 国分盛氏娘
- 正室：真如院 - 相馬盛胤の娘
  - 長女：亘理御前（?-1595） - 玄松院、伊達成実正室
  - 男子：伊達定宗（1574-1652）
  - 女子：鮎貝宗益室
  - 男子：泉田重時 - 泉田重光養子
- 側室
  - 女子：大立目宗直室
  - 男子：粟野重次 - 粟野重国養子
  - 女子：坂本定俊室
  - 女子：榮頌院 - 亘理宗根正室
- 養子
  - 男子：亘理宗根（1600-1669） - 伊達政宗庶子、始め茂庭綱元養子